# مجموعة الديمقراطيين الوطنيين
مجموعة الديمقراطيين الوطنيين (بالفرنسية: Groupe des Démocrates Patriotes)‏ هو حزب سياسي مسجل في بوركينا فاسو (فولتا العليا سابقًا).
الحزب هو حزب يساري تأسس عام 1989. أمينه العام هو عيسى تيندريبوجو.
في الانتخابات التشريعية لعام 1997، فاز الحزب بنسبة 0.6 ٪ من الأصوات الشعبية لكنه لم يفز بأي مقعد.